# Drottningens paviljong, Rosendals slott

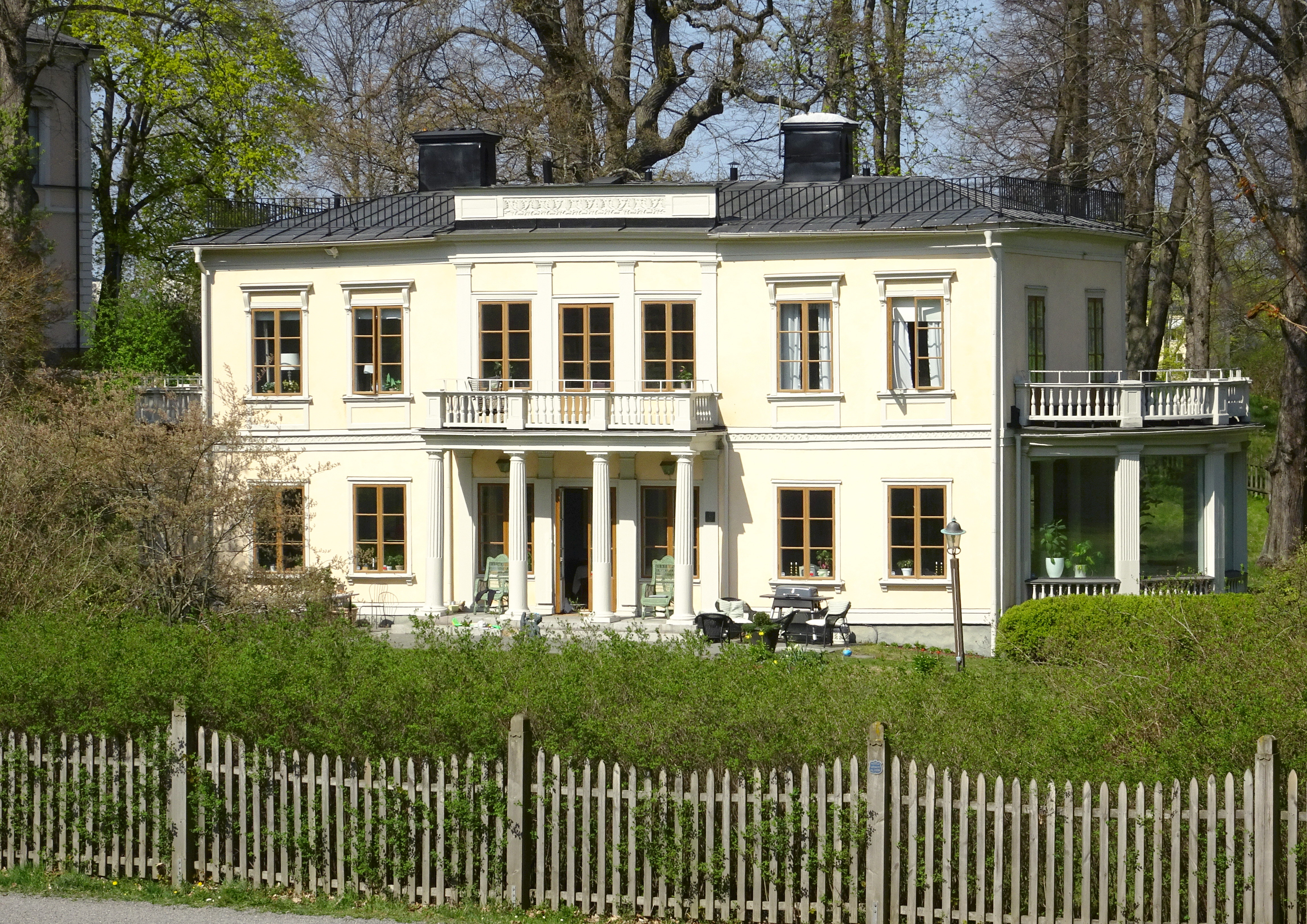
Drottningens paviljong, april 2019.

Drottningens paviljong är en byggnad på Rosendals slottsområde på Södra Djurgården i Stockholm. Paviljongen är blåmärkt av Stadsmuseet i Stockholm, vilket innebär "att bebyggelsen bedöms ha synnerligen höga kulturhistoriska värden".

## Historik

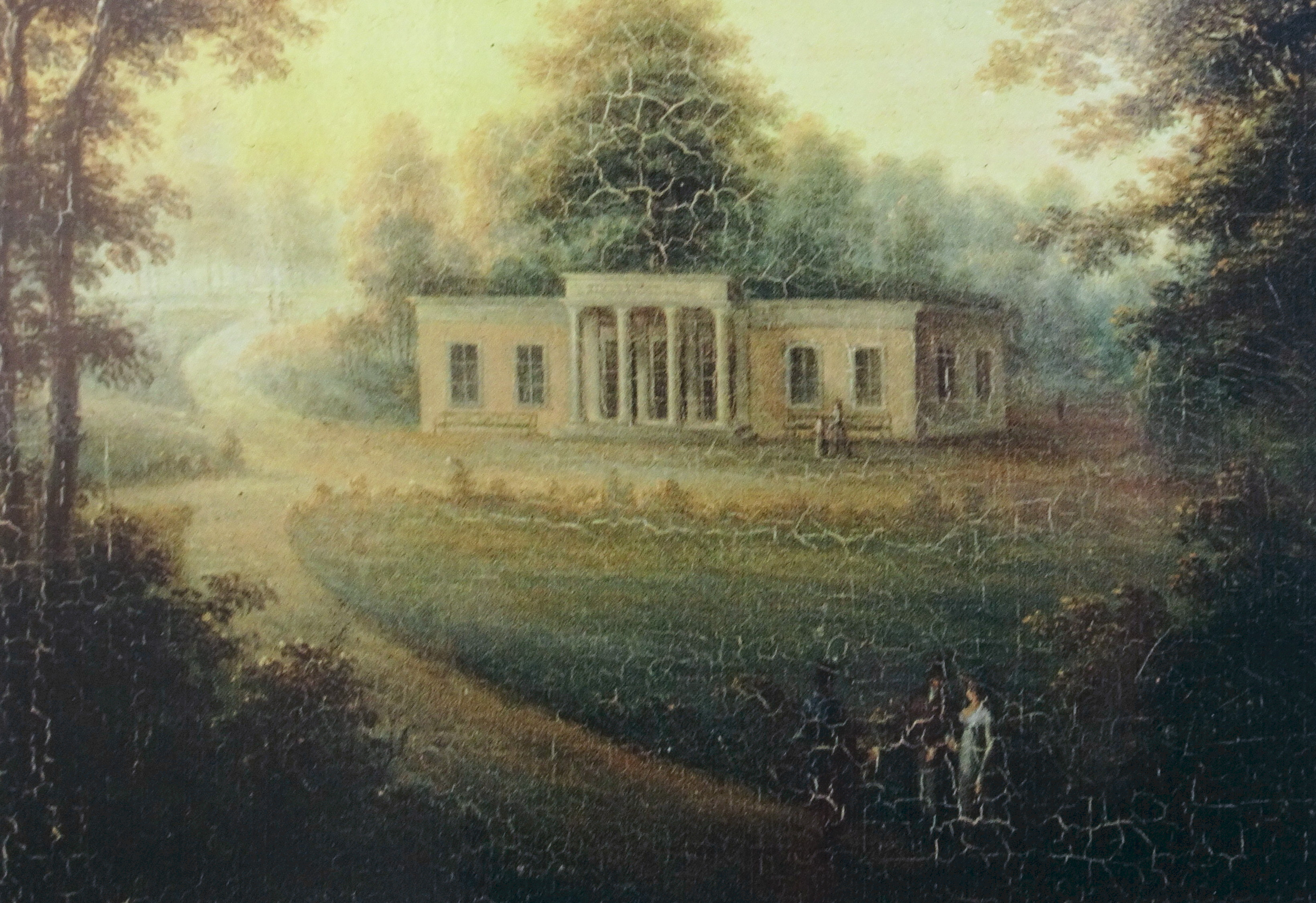
Den första paviljongen enligt en målning av Jeanette Åkerman, 1819.

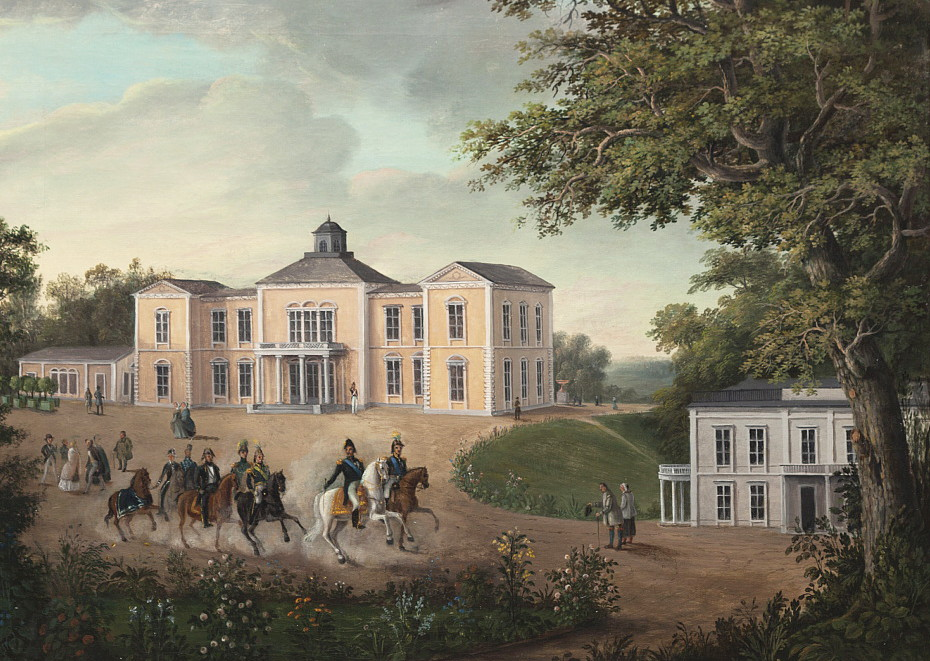
Slottet med paviljongen till höger, målning av Axel Otto Mörner, 1840-tal.

Byggnaden ritades 1818 av arkitekt Fredrik August Lidströmer som var Karl XIV:s arkitekt och byggledare på Rosendal fram till 1822. Han var även barndomsvän till Fredrik Blom som övertog arkitektarbetena på Rosendal efter Lidströmer.
Drottningens paviljong placerades strax öster om Rosendals gamla huvudbyggnad som brann ner 1819. Till en början uppfördes ett provisorium i ett plan med stor kolonnprydd frontespis på långsidan som framgår av en samtida målning av Jeanette Åkerman. Denna första paviljong ingår i dagens byggnad. Paviljongen nyttjades av drottning Desideria och senare drottning Sofia, men på 1820-talet hade en ny slottsbyggnad blivit färdigställd, Rosendals slott. 
Någon gång mellan 1820 och 1840 höjdes paviljongen med en våning och kompletterades med halvrunda altaner på gavlarna. Även den ritningen upprättades av Lidströmer. På Axel Otto Mörners illustration från 1840-talet syns slottet med den intilliggande paviljongen, nu i två våningar. År 1879 lät kung Oscar II bygga en enkel förbindelseramp av trä mellan paviljongen och det bakom liggande slottet. Kungen hade sina rum i slottet medan hustrun drottning Sofia hade sina i paviljongen. Därmed kom paviljongen att kallas Drottningens paviljong.
Drottningens paviljong är gestaltad som en nyklassicistisk tvåvåningsbyggnad med flackt tak i Karl Johansstil, även kallad Djurgårdsempire. Tre av fasaderna är putsade och ljusgult avfärgade, den fjärde, norra långsidan, är klädd med slät panel. Dess yttre form är välbevarad undantaget de två halvcirkelformade verandorna på varje gavel som ursprungligen var öppna altaner.

## Ritningar

Lidströmers akvarellerade ritningar
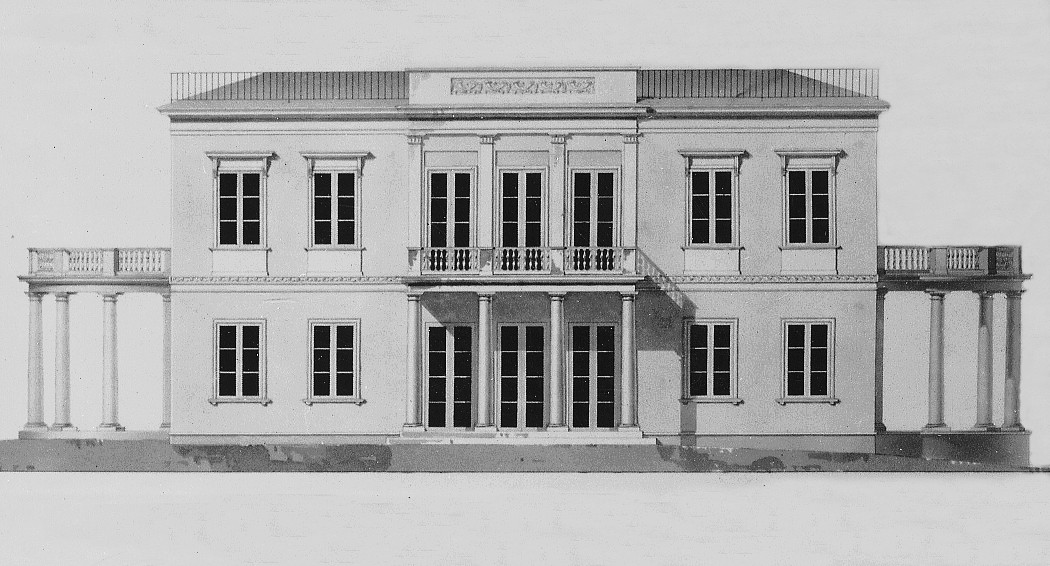
Fasad mot söder
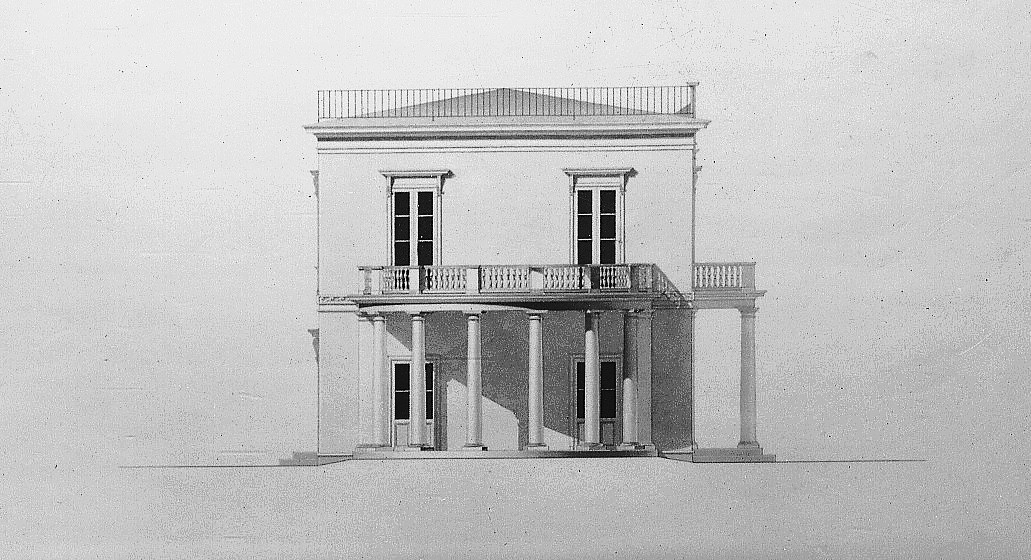
Fasad mot väster
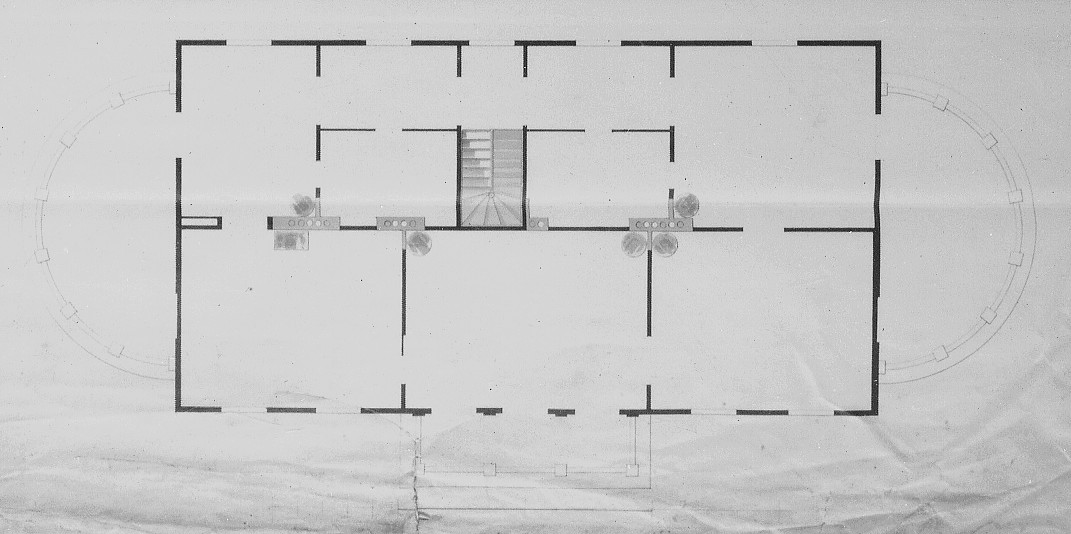
Bottenvåning

Den tidigare intima kopplingen med intilliggande slottet är idag otydlig genom staket och avskärmande buskar. Invändigt präglas byggnaden av flera omfattande ändringar. Efter ursprungliga snickerier finns några dörrar samt pilastrar av trä vid de båda verandorna bevarade. Numera är byggnaden privatbostad, tidigare bebodd av ryttmästaren Adrian Florman (1889–1978) och hans hustru Maggie. Till 1982 var Drottningens paviljong bostad för förre landshövdingen Allan Nordenstam och hans hustru Elma. Byggnaden är liksom slottet sedan 1935 ett statligt byggnadsminne.

## Bilder

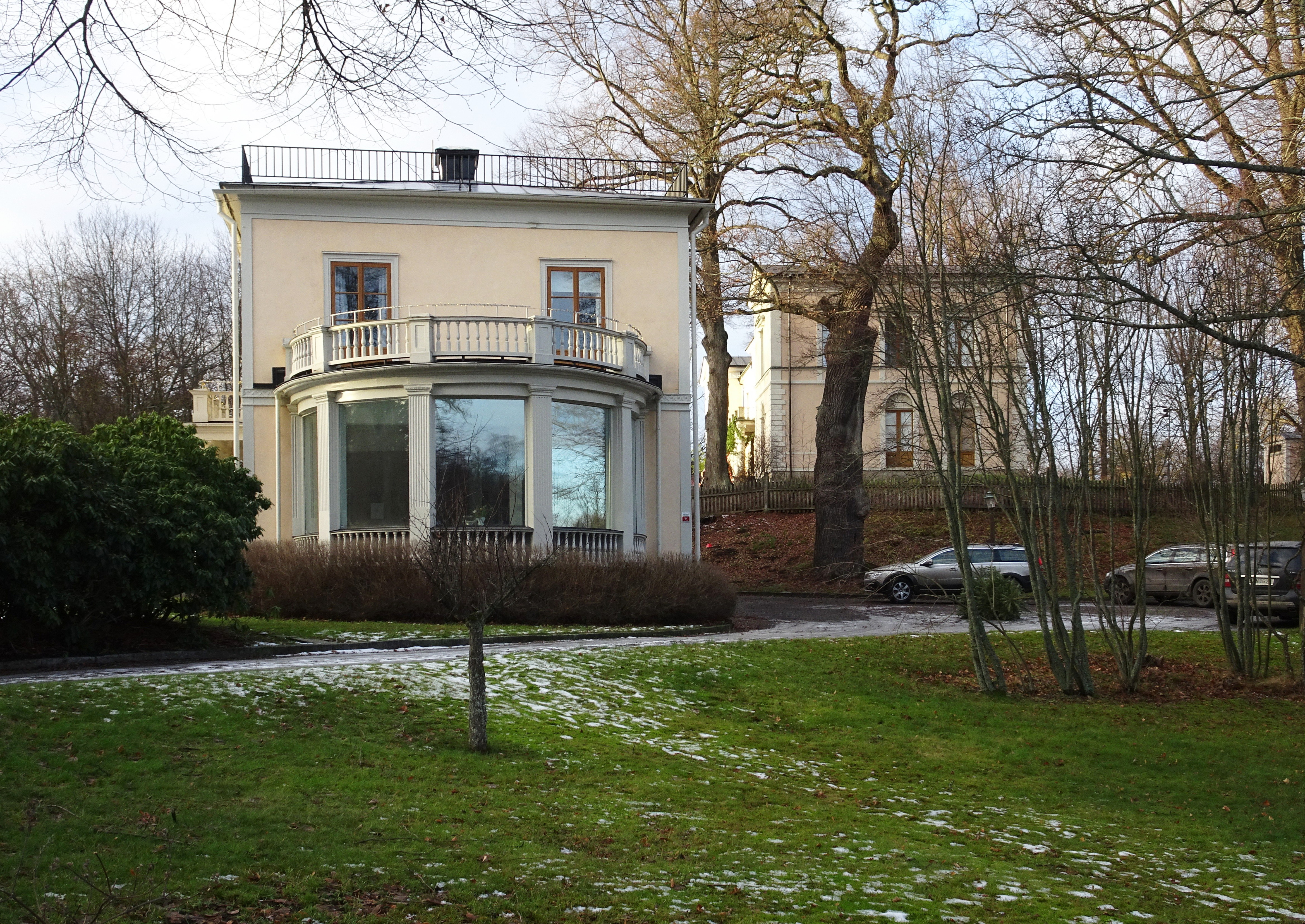
Fasad mot öster med slottet i bakgrunden.
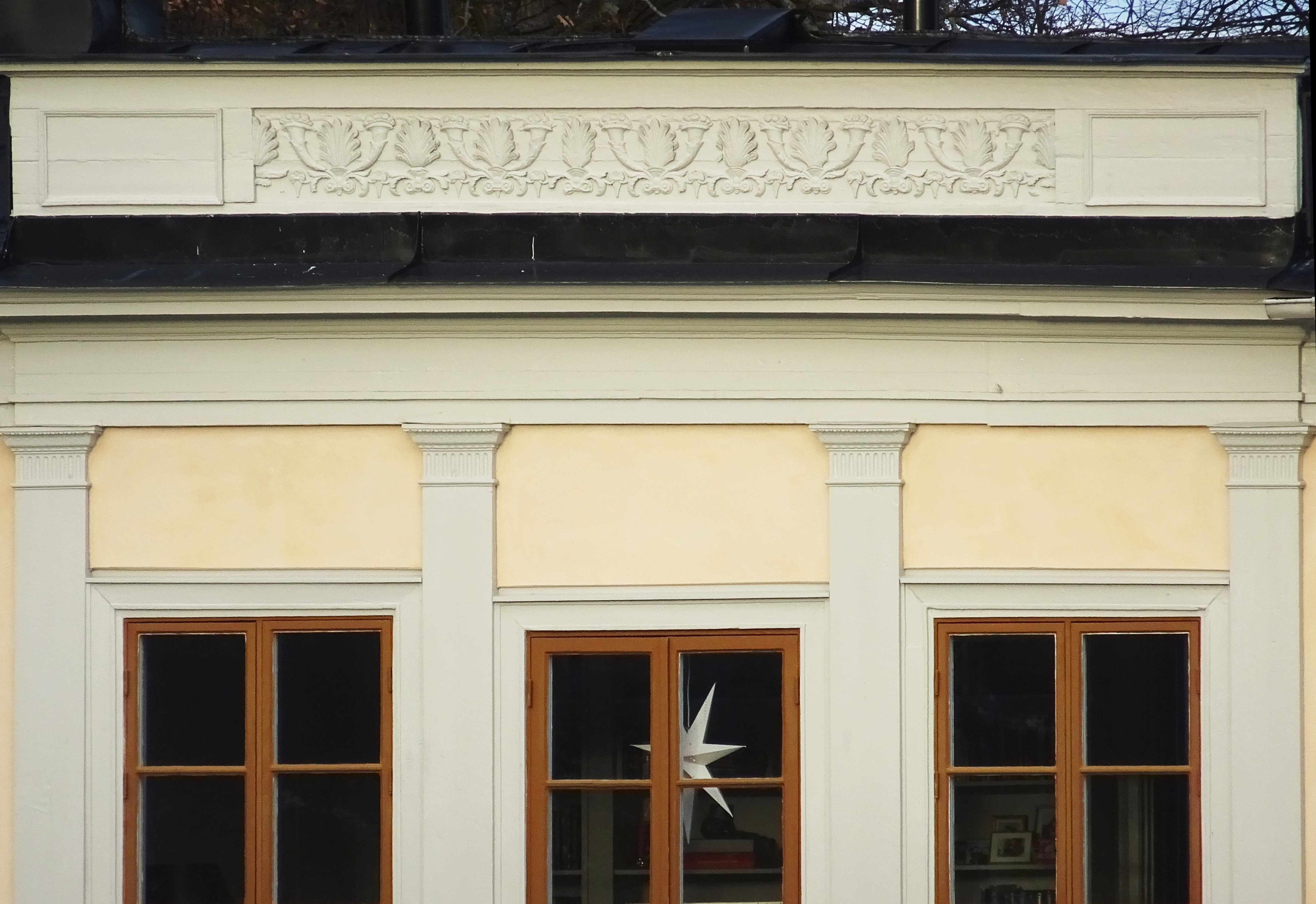
Frisen som ursprungligen satt ovanför kolonnerna.
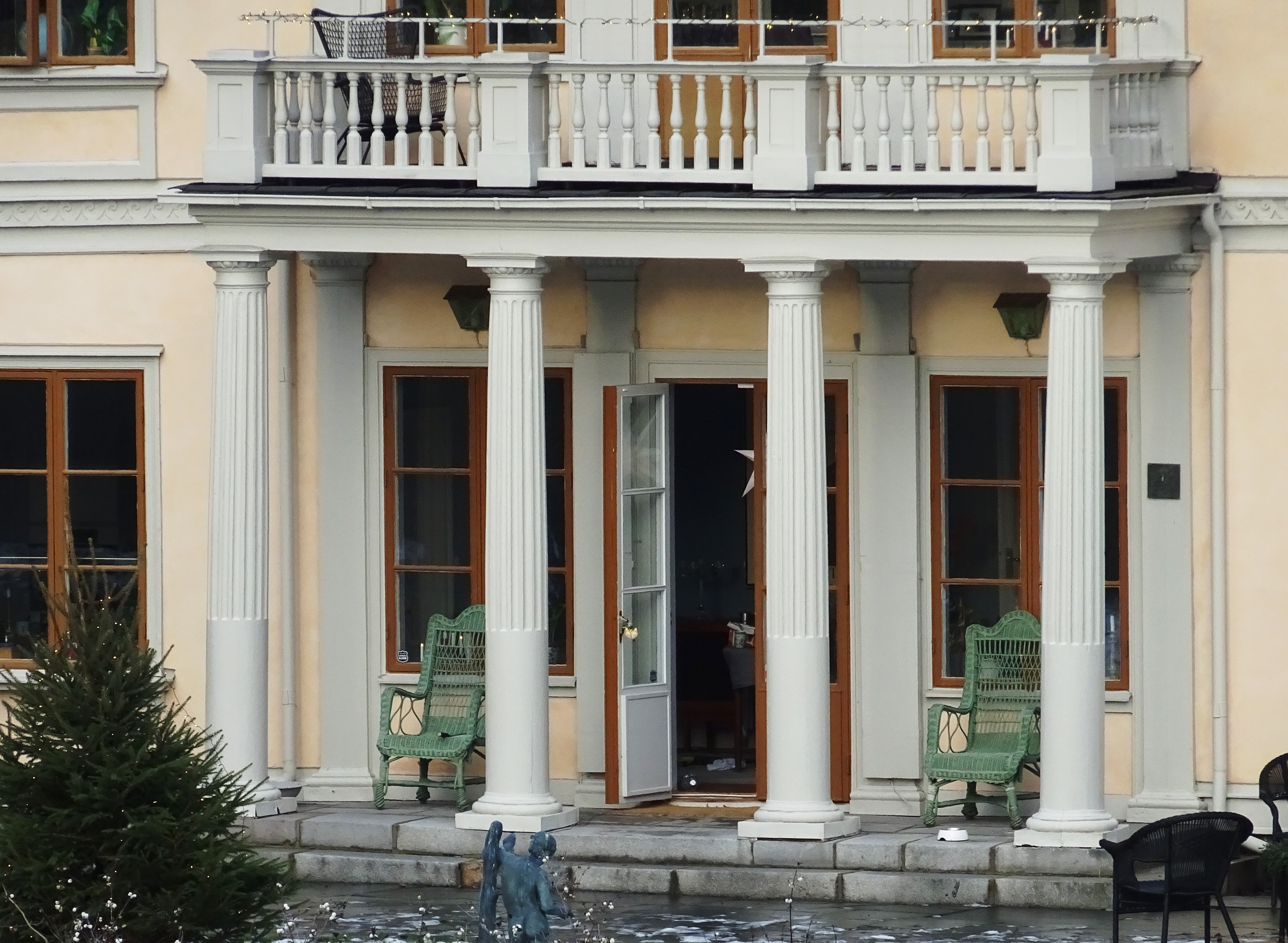
Altan.
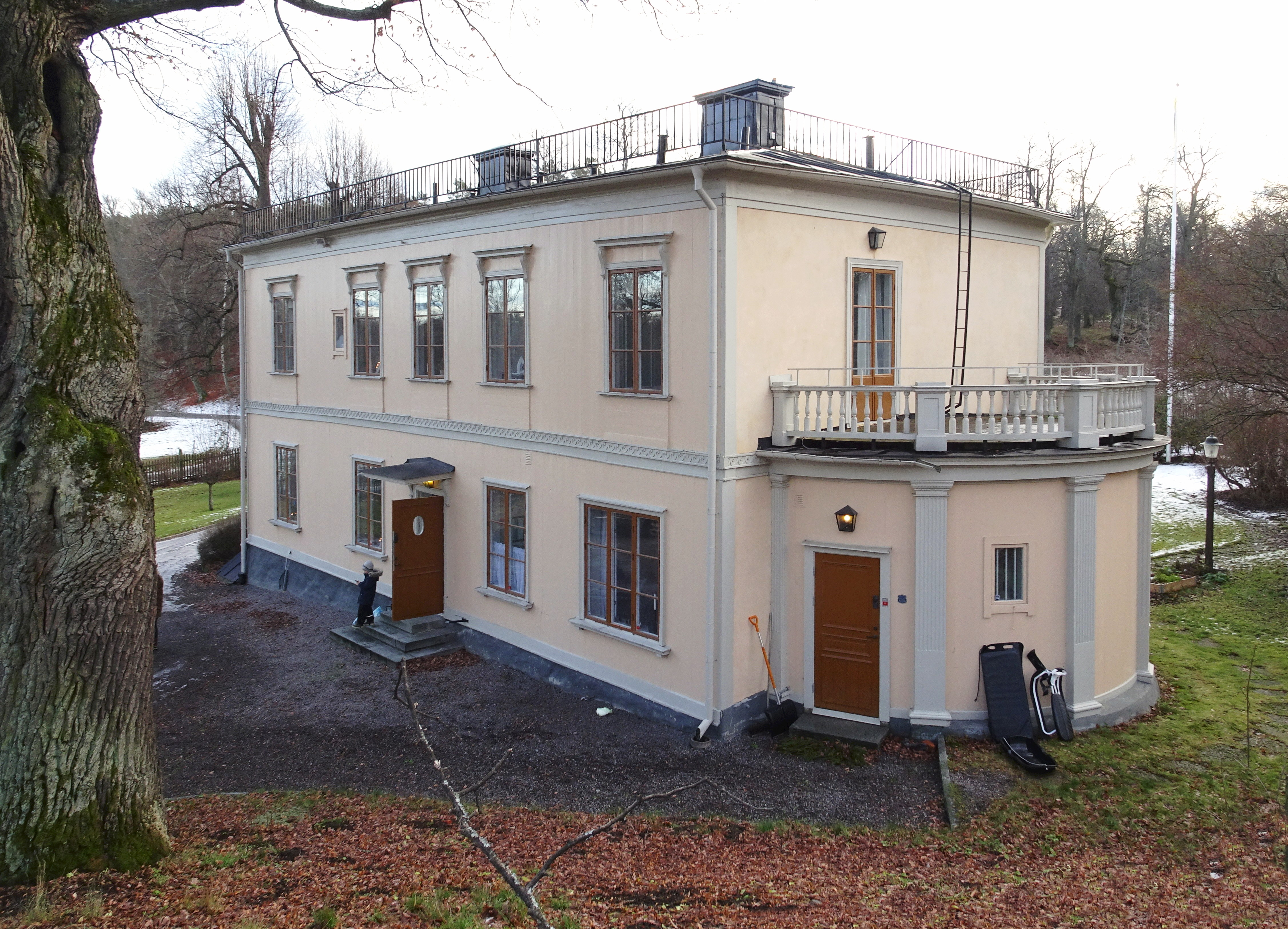
Fasad mot norr.